# La course des tonneaux
La course des tonneaux è un cortometraggio del 1907 diretto da Georges Hatot.